# 1872 in Italia

## Avvenimenti
- 26 aprile : eruzione del Vesuvio[1].

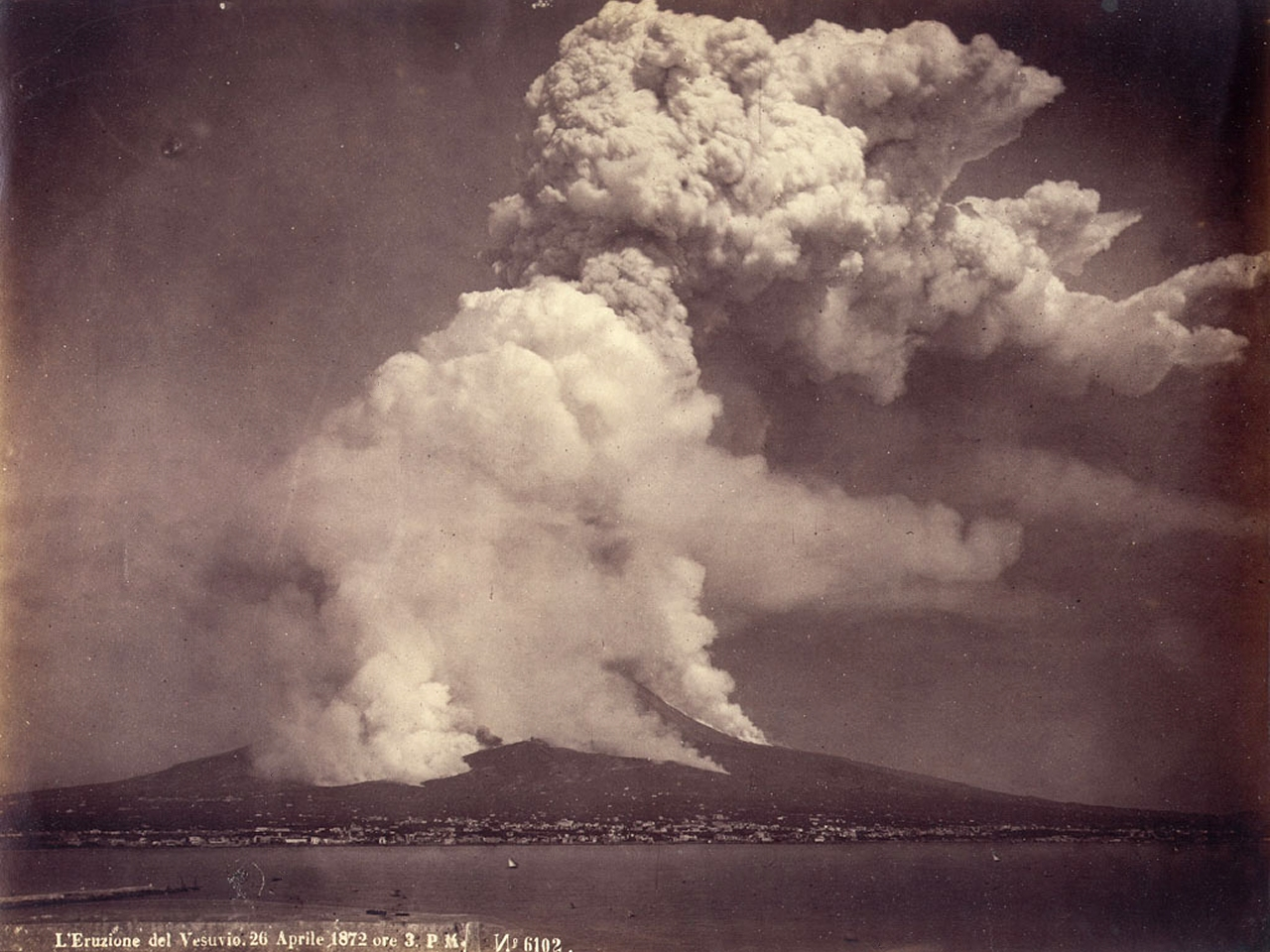
Eruzione del Vesuvio, fotografia di Giorgio Sommer.

- 5 agosto : fondazione a Mornese della congregazione delle Figlie di Maria Ausiliatrice[2].

- 26 agosto: a Milano apre la Esposizione nazionale italiana di belle arti. Chiuderà il 7 ottobre.

- 14 settembre: inaugurazione del Teatro Dal Verme, con Gli ugonotti di Giacomo Meyerbeer.

- 15 ottobre : fondazione per decreto reale del corpo degli Alpini, su iniziativa di Giuseppe Perrucchetti[3].

## Cultura

### Musei
- apre a Trieste il  "Museo Revoltella, una galleria d'arte moderna[4].

### Scienze
- aprono:
  - la stazione meteorologica di Napoli Istituto di Fisica Terrestre.
  - Stazione zoologica Anton Dohrn, a Napoli

### Letteratura
- 23 novembre: Giosuè Carducci scrive Il bove
- sono pubblicati:
  - Elvira, elegia, romanzo di Carlo Dossi.
  - Il sorbetto della regina, romanzo storico di Ferdinando Petruccelli della Gattina

### Saggistica
- sono pubblicati:
  - Memorie storiche vignolesi un saggio di argomento storico Arsenio Crespellani alla storia di Vignola.
  - Storia crotoniata, saggio storico di Felice Caivano, testo che vuole  documentare la storia di Crotone dalla sua fondazione.
  - Ricordi del 1870-71, di Edmondo De Amicis